# 20012 Ранке
20012 Ранке (20012 Ranke) — астероїд головного поясу, відкритий 13 вересня 1991 року.
Тіссеранів параметр щодо Юпітера — 3,395.
Названий на честь Леопольда фон Ранке (1795–1886) — професора історії в Берліні з 1825 до 1871.